# Державний лад Японії
Японія — унітарна демократична національна держава, парламентська конституційна монархія. Основний закон — Конституція 1947 року, яка передбачає верховенство права, колегіальність управління, непорушність і недоторканість прав людини, дотримання принципів пацифізму. Носієм державного суверенітету є японська нація. Влада поділяється на три гілки — законодавчу, виконавчу і судову. Перша представлена двопалатним Парламентом, друга — Кабінетом міністрів і органами виконавчої влади на місцях, третя — Верховним і регіональними судами. Муніципалітети різних рівнів мають широкі права самоврядування. Найвищим органом влади є Парламент. Формальний голова держави — Імператор Японії; фактичний — прем'єр-міністр, керівник Кабінету міністрів.

## Конституція

### Стара конституція

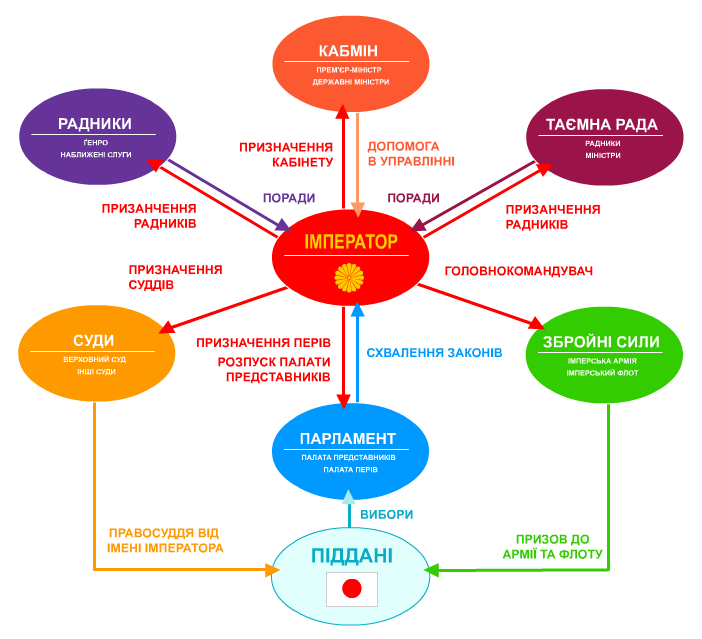
Устрій часів Японської імперії

Перша японська конституція була прийнята 1889 року, в часи існування Японської імперії. Вона була створена колективом юристів під проводом Іто Хіробумі за зразком прусської конституції, що передбачала конституційно-монархічний устрій. Японська конституція була жалуваною конституцією, тобто надавалася населенню Імператором. Вона передбачала широкі права для японського монарха, який був носієм державного суверенітету. Імператор міг приймати рішення в сферах внутрішньої і зовнішньої політики в обхід рішень кабінету міністрів чи парламенту, мав право видавати рескрипти і накази, що мали силу законів, був верховним головнокомандувачем японських армії та флоту. Головним законодавчим органом держави був двопалатний Імперський парламент. Він складався з Палати представників і Палати перів. Перша формувалася з депутатів, що обиралися на загальнонаціональних виборах; друга — з депутатів, що призначалися Імператором і належали до стану титулованої шляхти. Функції парламенту були обмеженими — він лише затверджував законопроєкти, які надсилав уряд від імені монарха. Уряд імперії називався Кабінетом міністрів. Він створювався за наказом Імператора й виконував роль органу, що допомагав монарху в управлінні країною. Судочинство також велося від імені Імператора. Суди поділялися на адміністративні й особливі. Населення Японії вважалося підданими Імператора. Інституту громадянства не існувало. Конституція гарантувала основні права і свободи населенню країни, які однак обмежувалися законами. Також встановлювалися обов'язки на сплату податків та відбування загальновійськової повинності. Обов'язковість освіти визначалася Імператорськими рескриптами.

### Нова конституція

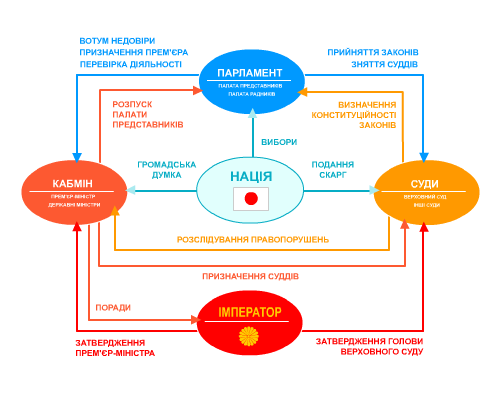
Устрій новітньої Японії

1945 року Японія зазнала поразки в Другій світовій війні. 3 листопада 1946 року, під тиском окупаційної влади, японський уряд прийняв нову демократичну конституцію Японії. Вона набула чинності від 3 травня 1947 року. Конституція проголошувалася найвищим законом країни. Носієм державного суверенітету визначалася японська нація. Вона здійснювала управління країною опосередковано — через представників в Парламенті та регіональних радах, що обиралися голосуванням. Статус Імператора було понижено. Він ставав символом Японської держави і єдності японської нації, але позбавлявся права управляти країною. Роль Імператора зводилося до церемоніальних функцій — підписання законів, урядових постанов, прийому глав іноземних держав. Нова конституція визнавала верховенство основних прав людини, їхню непорушність і недоторканність. Одночасно з цим встановлювався інститут громадянства, визначалася обов'язковість сплати податків, праці, освіти. Парламент країни залишався двопалатним, проте Палата перів замінялася на Палату радників. Усі привілейовані стани й олігархічні інститути скасовувалися. Особливістю нової конституції була 9-та стаття, що проголошувала пацифізм основним принципом державної політики. Японія відмовлялася від війни як засобу вирішення міжнародних проблем та скасовувала інститут збройних сил.
Конституція 1947 року залишається чинною на початку XXI століття. У випадку невідповідності її положень реальному стану справ у країні та світі, передбачається механізм прийняття поправок до Конституції. Спочатку проєкт поправки приймається в обох палатах Парламенту двома третинами голосів депутатів. Після цього поправка виноситься на національний референдум, де її мусить схвалити більше половини громадян країни, що мають право голосу. Прийняту поправку оголошує Імператор від імені японської нації.

## Права людини

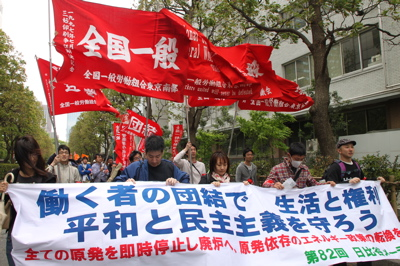
Антиядерна демонстрація освітян на захист права на належне довкілля.

Основні права людини гарантуються Конституцією Японії. Вони визначаються як вічні і непорушні. До цих прав належать право на рівність, свободу, соціальні права, право на захист основних прав людини. Конституція дозволяє обмежувати права людини, якщо вони порушують громадський спільний добробут або права інших людей.
Право на рівність передбачає однаковість громадян Японії перед законом, незалежно від їхнього соціально-економічного статусу, політичних і релігійних переконань, статевої чи расової приналежності. Цим правом забороняється дискримінації громадян Японії за вищезгаданими критеріями. Право на свободу гарантує тілесну, духовну й економічну свободу громадянина. Він має вільно обирати віру, освіту, рід діяльності, місце проживання тощо. Забороняється рабство, тортури, незаконне ув'язнення. Соціальні права гарантують громадянам задоволення мінімальних житлових, культурних і оздоровчих потреб, визначають безкоштовність обов'язкової освіти та визнають право людини на працю, захист від безробіття та експлуатації. Для оборони своїх основних прав громадяни Японії мають додаткові права на участь у політичному житті через вибори, право на державну допомогу та відшкодування збитків.
Серед нових прав, які визначає новітнє японське законодавство, є право на належне довкілля, право на інформацію і право на конфіденційність і захист приватного життя.
За даними організації «Amnesty International» на 2011 рік в Японії загалом дотримуються основних прав людини. Проте існують випадки дискримінації жінок, іноземців, позашлюбних дітей; сексуальних домагань на роботі; надмірної експлуатації працівників; знущання над дітьми в освітніх закладах; недотримання прав ув'язнених. За індексом сприйняття корупції у 2010 році країна посідає 17-те місце, випереджаючи Велику Британію, США та Францію.

## Політичне життя

### Вибори

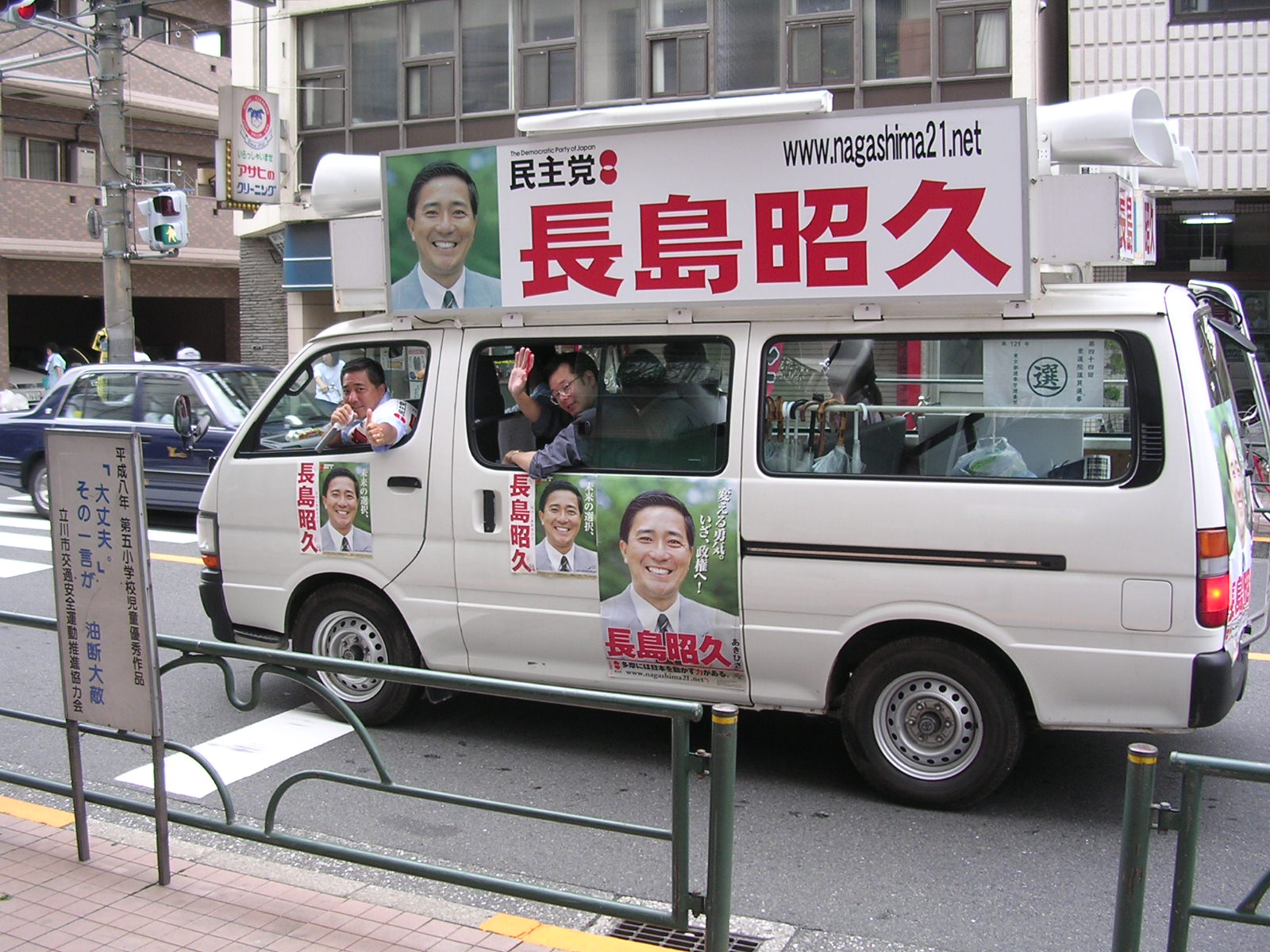
Агітаційна кампанія 2005 року. Автобус Наґасіми Акіхіси, кандидата від ДПЯ.

Японія є країною з представницькою демократією. Громадяни беруть участь в управлінні країною шляхом обрання своїх представників головами муніципалітетів, депутатами місцевих рад або Парламенту. У зв'язку з цим, вибори цих представників є найважливішими у внутрішньополітичному житті Японії. Вибори проходять за дотриманням принципів загального, рівного, прямого, таємного голосування. Право голосу мають усі громадяни Японії, старші за 18 років. Віковий ценз для депутатів Палати представників, регіональних рад або голови муніципалітету — 25 років; для депутатів Палати радників та голів префектур — 35 років.
Вибори відбуваються на виборчих округах. Вони поділяються на великі і малі. Великі округи є багатомандатними округами, в яких обираються депутати до Парламенту за пропорційною системою, так званими партійними списками. Бар'єр для проходу в Парламент становить 2 %.
Малі округи є одномандатними округами, де обираються депутати Парламенту і місцевих рад за мажоритарною системою. Вибори мусять відбутися за 30 днів, після їх оголошення. Тривалість парламентської виборчої кампанії — 17 днів, інших — від 5 до 17 днів.

### Політичні партії
Основними учасниками японського політичного життя, які визначають стратегію і тактику розвитку країни, є політичні партії. Вони пропонують громадянам програми розвитку Японії, для реалізації яких намагаються отримати підтримку на виборах і взяти участь в управлінні. Основні місця в Парламенті й місцевих радах займають представники цих партій. Вони формують японський центральний і місцеві уряди. Партія, що має більшість в Парламенті має право очолити Кабінет міністрів. Вона називається правлячою, а її Кабінет — партійним. Менші парламентські партії можуть формувати коаліцію з правлячою партією, або виступати в ролі опозиції з критикою правлячої партії.
В повоєнній Японії, незважаючи на існування багатопартійності, панує двопартійна парламентська система. Протягом другої половини 20 століття країною керувала Ліберально-демократична партія, в опозиції якій перебувала Демократична партія. На початку XXI століття обидві партії помінялися ролями. Станом на 2011 рік при владі перебувають демократи, а ліберал-демократи перебувають в опозиції. Лідер Демократичної партії Нода Йосіхіко займає посаду прем'єр-міністра країни. Іншими політичними партіями, які представлені в меншості у японському Парламенті, є Партія «Нова Комейто», Соціал-демократична партія, Комуністична партія. Залежно від своїх інтересів вони періодично формують коаліції з правлячими партіями або виступають в опозиції.

## Імператор

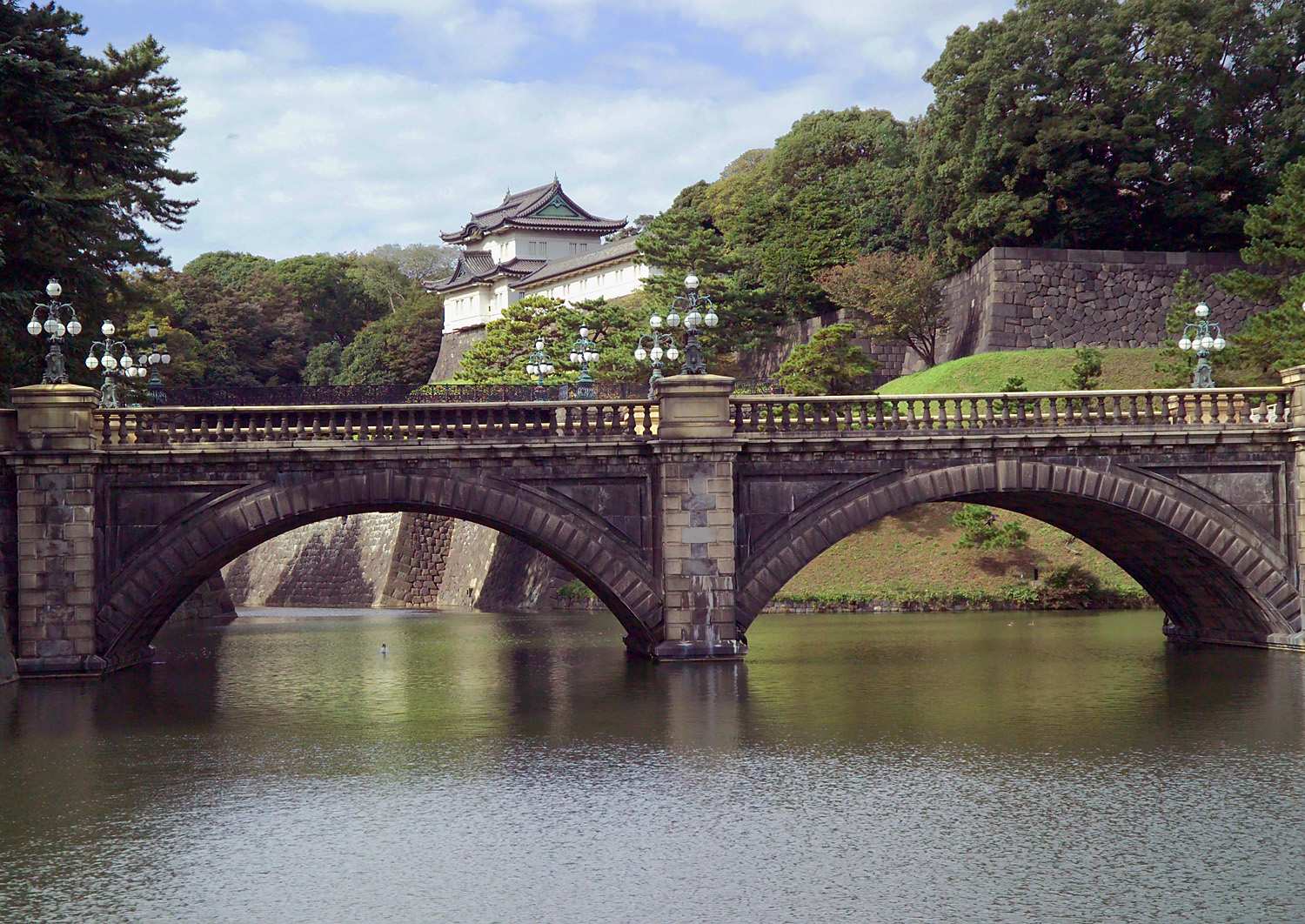
Парадний кам'яний міст Токійського Імператорського палацу.

Згідно з чинною Конституцією Імператор є «символом Японської держави і єдності японської нації». Він виконує функції формального голови держави, хоча цей статус за ним юридично не закріплений. На відміну від часів Японської імперії, Імператор позбавлений права управляти державою. Він виконує лише церемоніальні функції і усі свої дії в політичній сфері зобов'язаний узгоджувати із Кабінетом міністрів країни.
До повноважень Імператора входить:
1. затвердження прем'єр-міністра за поданням Парламенту;
2. затвердження голови Верховного Суду за поданням Кабінету Міністрів;
3. проголошення законів і поправок до Конституції, після їхнього прийняття Парламентом;
4. проголошення виборів і розпуску Парламенту за вказівкою Кабінету міністрів.
5. підтвердження ратифікації договорів та надання амністій;
6. вручення державних нагород, прийом іноземних послів й проведення державних церемоній.

Імператор і Імператорський дім обмежені у своїх майнових правах. Вони не мають права приймати чи дарувати майно без дозволу Парламенту. За чинним законом про Імператорський дім від 1947 року Імператор виконує свої обов'язки пожиттєво. Його наступник обирається з числа чоловіків по чоловічій лінії основної гілки Імператорського роду. У випадку хвороби або неповноліття Імператора передбачається інститут регентства. Всіма справами Імператора та Імператорського дому займається Управління Імператорського двору при Кабінеті міністрів Японії.
Станом на 2011 рік Імператором Японії є Його Величність Імператор Акіхіто.

## Парламент

### Статус
Найвищим органом влади в Японії є Парламент — «Державна Рада». Він є виразником волі японської нації, носія державного суверенітету. Парламент є також єдиним законодавчим органом держави. Лише він має право приймати закони.
Японський Парламент є двопалатним. Він формується з нижньої Палати представників і верхньої Палати радників. Перша палата складається з 480 депутатів, які обираються на 4 роки. Вона розглядає і затверджує основні законопроєкти. Друга палата складається з 242 депутатів, що обираються на 6 років. Вона перевіряє законопроєкти, прийняті нижньою палатою, затверджує або відсилає їх на доопрацювання.
Депутати обох палат обираються на виборах прямим голосуванням. Віковий ценз для депутатів Палати представників — старше за 25 років, для Палати радників — старше за 35 років. 300 депутатів Палати представників обирають в одномандатних округах, а решту 180 — в 11 загальнонаціональних багатомандатних округах. 96 депутатів Палати радників обирають в одномандатних округах, а решту 146 — у 47 префектурних багатомандатних округах. Вибори проходять за пропорційною системою.
Палата представників має більше повноважень за Палату радників. Зокрема, нижня палата може приймати законопроєкти двома третинами голосів своїх депутатів, якщо верхня палата відхилила законопроєкт або не розглянула його протягом 60 днів. Рішення Палати представників при затвердженні бюджету, ратифікації договорів і призначенні прем'єр-міністра набуває статусу всепарламентського, коли між обома Палатами не досягнуто згоди в цих питаннях або Палата радників не прийняла власного рішення. Також Палаті представників належить прерогатива висловлення вотуму недовіри уряду.

### Сесії. Розпуск
Сесії Парламенту відбуваються періодично. Вони скликаються за наказом Кабінету міністрів і відкриваються за участі Імператора. Сесії Парламенту бувають пленарними, тимчасовими і надзвичайними. Пленарна сесія розпочинається щороку в середині січня і триває 150 робочих днів. Вона може бути подовжена за спільним рішенням обох Палат. На пленарних сесіях приймаються бюджет країни на наступний рік, проходить обговорення і прийняття законопроєктів. Тимчасова сесія Парламенту може мати місце після закінчення звичайної сесії, під час парламентських канікул, у випадку виникнення якоїсь політичної проблеми. Така сесія може бути скликана на вимогу Кабінету міністрів або вимогу чверті депутатів якоїсь з Палат. Надзвичайні сесії мають місце в результаті розпуску Палати представників за вказівкою прем'єра після висловлення вотуму недовіри уряду. Вони відбуваються за 30 днів після завершення дострокових 40-денних виборів в Палату.
Палата представників може бути розпущена за рішенням прем'єр-міністра країни, у випадку протистояння уряду і Парламенту. Палата радників розпуску не підлягає, але припиняє роботу на час дострокових виборів у Палату представників. В надзвичайних ситуаціях, що сталися в період цих виборів, Кабінет міністрів може скликати лише Палату радників для прийняття політичних рішень. Ці рішення можуть втратити силу, якщо не будуть ухвалені протягом 10 днів після відкриття надзвичайної сесії новообраної Палати представників.

### Обов'язки. Прийняття законів

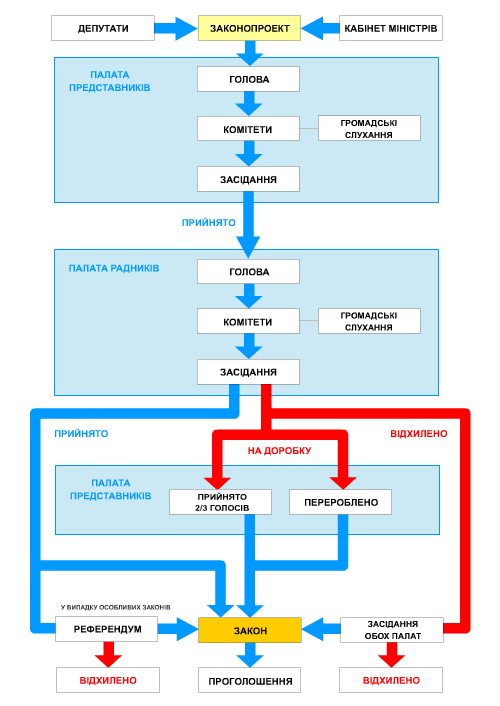
Прийняття законопроєкту в Парламенті.

До обов'язків і прерогатив японського Парламенту входить:
1. прийняття законів, ратифікація міжнародних договорів, ініціація поправок до Конституції;
2. обговорення і затвердження державного бюджету, запропонованого Кабінетом міністрів;
3. обрання прем'єр-міністра з депутатів Парламенту, висловлення вотуму недовіри Кабінету міністрів, перевірка державного управління, що здійснює Кабінет міністрів;
4. прийняття імпічменту суддів, що допустилися порушень під час виконання судочинства.

Процес прийняття законів у Парламенті проходить наступним чином. Спочатку депутати Парламенту або Кабінет Міністрів подають законопроєкт голові однієї з Палат. Ознайомившись із ним, голова передає законопроєкт профільним комітетам, в яких депутати проводять експертизу документу. В особливих випадках окрім експертизи проводять громадські слухання, до яких залучають науковців і спеціалістів, що не є членами Парламенту, але мають глибші знання предмету, ніж депутати. У випадку схвалення законопроєкту комітетами, його відсилають для прийняття на парламентському засіданні. Після ухвалення документу однією Палатою, його передають голові іншої Палати. В цій Палаті законопроєкт проходить такі ж стадії розгляду, як і в попередній. У випадку несхвалення, документ обговорюється на спільному засіданні обох Палат. Якщо затверджений Палатою представників законопроєкт був відхилений Палатою радників, перша може надати йому статус закону, повторно ухваливши двома третинами голосів. Новий закон передається головами Палат через Кабінет міністрів, який сповіщає про це Імператору. Останній мусить оголосити його протягом 30 днів від часу сповіщення.

## Кабінет міністрів

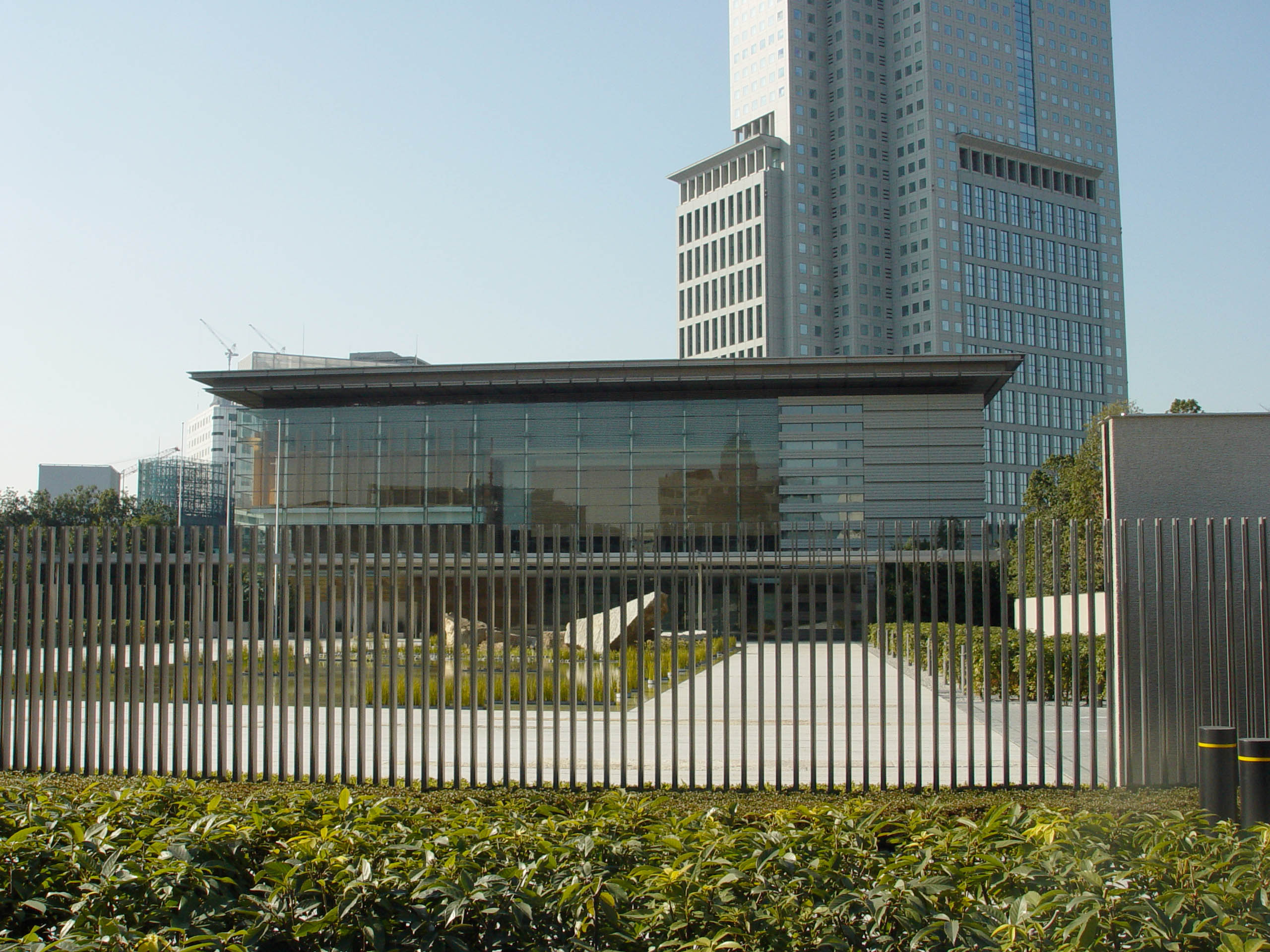
Резиденція прем'єр-міністра Японії.

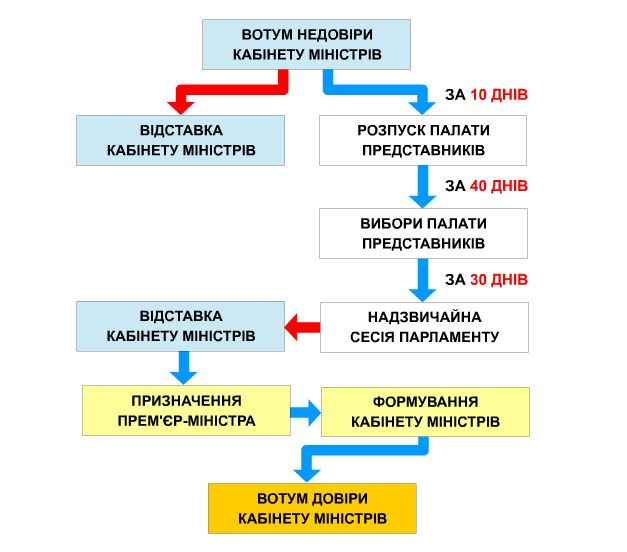
Процес відставки і нового обрання Кабміну у випадку розпуску Палати представників.

Кабінет міністрів є керівним органом виконавчої влади в Японії. Він здійснює управління країною відповідно до законів і бюджету, затверджених Парламентом. Кабінет міністрів часто називають урядом Японії. Його очолює прем'єр-міністр — фактичний голова держави. Він обирається серед депутатів Парламенту і затверджується Імператором. Кабінет складається з державних міністрів, кількістю від 14 до 17 чоловік, які очолюють профільні міністерства. Їх усіх призначає прем'єр. За законодавством усі міністри повинні бути цивільними особами. Прем'єр-міністр головує на урядових нарадах, має одноосібне право звільняти міністрів.
Кабінет міністрів керує країною відповідно до вотуму довіри, наданого Парламентом. Половина членів Кабінету мусить призначатися з депутатів обох парламентських Палат. Фактично, японський Парламент є місцем формування японського уряду.
Кабінет міністрів відповідає перед Парламентом за виконання державного управління і, у випадку незадовільних результатів, йде у відставку. Вона відбувається після прийняття Палатою представників вотуму недовіри уряду. За 10 днів, за наявності конфлікту інтересів Парламенту і Кабінету міністрів, голова уряду може розпустити Палату представників і призначити нові вибори, аби дізнатися кого підтримують громадяни. Якщо проурядова партія набирає на виборах більшість голосів — Кабінет переобирається на новий термін; якщо проурядова партія програє — уряд в повному складі йде у відставку. Крім цього Кабінет щоразу оновлюється після нових виборів до Палати представників.
Основними обов'язками і правами Кабінету міністрів є:
1. керування країною на основі законів і бюджету, прийнятих Парламентом;
2. підписання міжнародних договорів;
3. подання на розгляд Парламенту проєкту бюджету на наступний рік;
4. прийняття урядових постанов і наказів для виконання законів;
5. скликання тимчасової сесії Парламенту і надзвичайного засідання Палати радників, розпуск Палати представників, подання законопроєктів в Парламент;
6. висування кандидата на посаду голови Верховного суду та призначення суддів нижчих інстанцій;
7. надання порад Імператору Японії у державних церемоніальних справах та затвердження протоколів церемоній за участі Імператора.

Станом на вересень 2011 року чинний Кабінет міністрів країни сформований Демократичною партією Японії. Його очолює прем'єр-міністр Нода Йосіхіко, голова партії.

## Суди

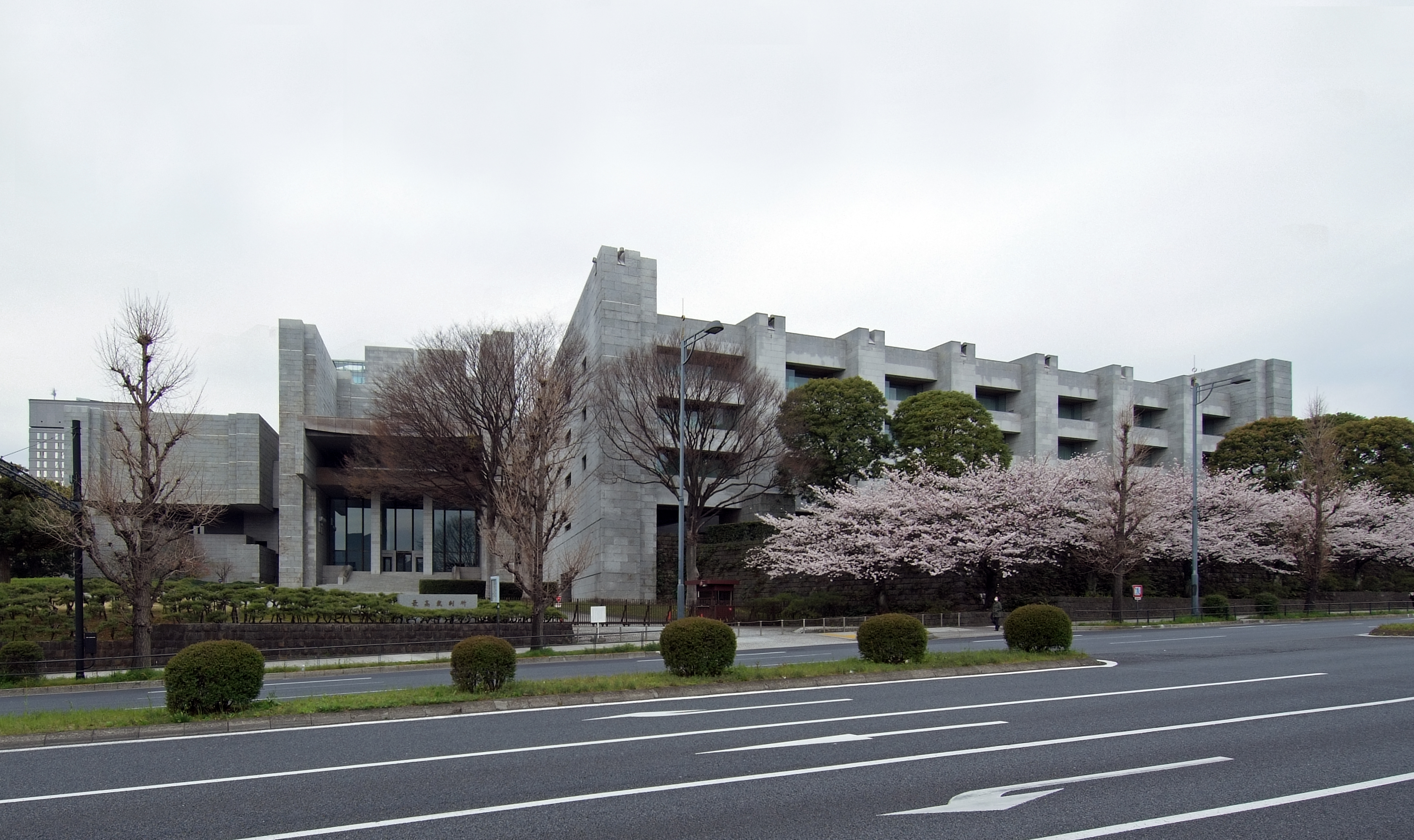
Верховний суд Японії.

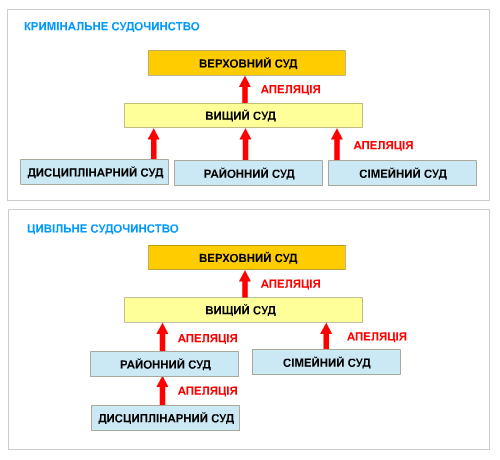
Процес подання апеляції в судах.

Суди є уособленням судової влади в Японії. Вони існують для нагляду за виконанням законів і розв'язання конфліктів згідно з чинним законодавством. Судова влада Японії є незалежною від виконавчої і законодавчої влад. Це необхідна умова для здійснення справедливого судочинства. Суди очолюються незалежними суддями, які при вирішенні справ керуються лише Конституцією, законами та власною совістю. Одним із головних прерогатив судової влади є конституційний контроль — перевірка відповідності законів, що були прийняті Парламентом, і постанов, що були видані урядом, чинній Конституції Японії. Через це суди називають «конституційними вартовими».
Японські суди поділяються на Верховний суд Японії та суди нижчої інстанції. Останні складаються з вищих, районних, сімейних і дисциплінарних судів. Верховний суд є найвищим органом судової влади в країні. Він володіє правом конституційного контролю і виступає судом останньої інстанції, рішення якого не підлягають оскарженню. Верховний суд формується з голови і 14 суддів, що номінуються Кабінетом міністрів і призначаються Імператором. Судді судів нижчої інстанції призначаються Кабінетом міністрів.
Судочинство поділяється на цивільне і кримінальне. Воно проводиться на основі «Шести кодексів» — збірки усіх головних законів Японії.
Суди у цивільних справах розглядають конфлікти щодо фінансів, нерухомості, торговельних угод, транспорту, виплати компенсацій тощо. Зазвичай цивільні справи проходять за участі адвокатів позивача й відповідача. Якщо сторони не погоджуються з рішенням суду, він має право застосувати силові методи для виконання свого рішення.
Суди у кримінальних справах розглядають випадки пов'язані з вбивствами, грабунками, хуліганством та іншими антисоціальними злочинами. На боці постраждалого в ролі обвинувача виступає прокурор, на боці підозрюваного в ролі захисника — адвокат. Усі підозрювані мають презумпцію невинності, допоки їхня провина не буде доведена на суді. В залежності від результатів судового процесу суддя виносить вирок.
Зазвичай, усі судові засідання є відкритими для громадськості. Проте за одностайним рішенням суддів, які ведуть процес, засідання може відбуватися за закритими дверима. Якщо сторона, що брала участь в судовому процесі, була не задоволена рішенням суду, вона може подавати апеляцію до вищого, а після нього — Верховного суду.

## Місцеве самоврядування

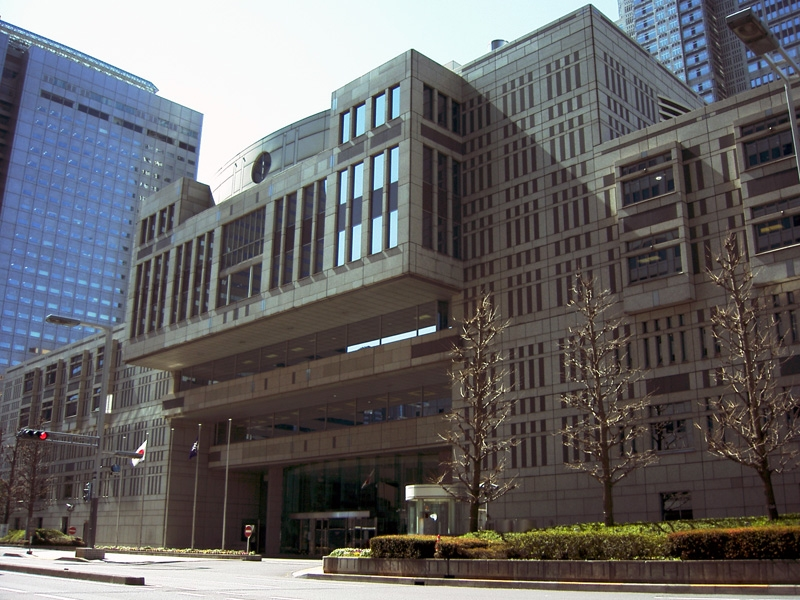
Будівля Токійської префектурної ради.

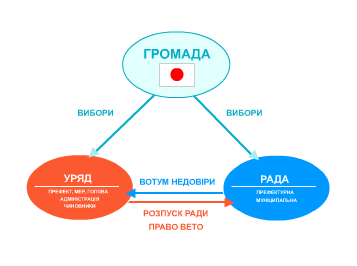
Схема балансу місцевої громади, ради і уряду.

Місцеве самоврядування в Японії здійснюється на рівні адміністративних одиниць — префектур, міст, містечок і сіл. В країні його називають «школою демократії». Громада кожного з цих рівнів обирає собі владу, що займається справами місцевого водопостачання, пожежною службою, бібліотеками, утилізацією сміття, піклуванням про літніх громадян, сприянням промисловості, тощо.
Влада місцевої громади складається з однопалатної ради і уряду. Ради бувають префектурними та муніципальними. Муніципальні ради поділяються на міські, містечкові та сільські. Депутати рад обираються прямим, таємним голосуванням, терміном на 4 роки. Віковий ценз для депутатів префектурних рад становить 25 років. Ради приймають підзаконні акти, які діють на підконтрольній радам території, оновлюють або скасовують минулі постанови. Депутати рад зобов'язані приймати місцевий бюджет. Виконавчі органи влади місцевого самоврядування представлені місцевими урядами. Їх комплектують місцеві чиновники. Вони обираються голосуванням з членів громади за результатами іспитів. Очолюють уряди місцеві голови. В префектурах їх називають префектами, в містах — мерами, а в містечках і селах — головами. Вони обираються громадою на прямих, таємних виборах, терміном на 4 роки. Віковий ценз для голів префектур — 30 років; для голів муніципалітетів — 25 років. У разі конфлікту між радою і урядом, рада може висловлювати вотум недовіри уряду, а уряд — розпускати раду і накладати вето на її рішення.
Місцева влада має право встановлювати префектурні й муніципальні податки для поповнення бюджету. У випадку фінансової кризи місцевий уряд може видавати муніципальні облігації, а центральний уряд може виділяти кошти з центральної скарбниці для підтримання життєдіяльності громади. Основні витрати місцевих бюджетів йдуть на будівництво, освіту та благоустрій території.
Члени місцевих громад впливають на самоврядування шляхом виборів, референдумів, збору підписів і подання петицій, демонстрацій тощо. Для нагляду за діяльністю місцевих урядів діє розгалужена мережа неприбуткових громадських організацій та профспілок.

### Закони
- (яп.) Конституція Великої Японської Імперії [Архівовано 22 січня 2009 у Wayback Machine.] // Національна парламентська бібліотека Японії
- (яп.) Конституція Японії [Архівовано 10 грудня 2015 у Wayback Machine.] // Національна парламентська бібліотека Японії
- (яп.) «Закони Японії» // База даних Міністерства загальних справ Японії.
  - (яп.) № 3 від 16 січня 1947 року «Про Імператорський дім» // Закони Японії
  - (яп.) № 5 від 16 січня 1947 року «Про Кабінет міністрів» // Закони Японії
  - (яп.) № 59 від 16 квітня 1947 року «Про суди» // Закони Японії
  - (яп.) № 67 від 17 квітня 1947 року «Про місцеве самоврядування» // Закони Японії
  - (яп.) № 79 від 30 квітня 1947 року «Про Парламент» // Закони Японії
  - (яп.) № 100 від 15 квітня 1950 року «Про обрання на громадські посади» // Закони Японії

### Енциклопедії
Державний лад Японії // 『日本大百科全書』 [Енциклопедія Ніппоніка]. — 第2版. — 東京: 小学館, 1994—1997. — 全26冊. (яп.)
- (укр.) Японія [Архівовано 19 серпня 2016 у Wayback Machine.] // Українська радянська енциклопедія: у 12-ти томах. / За ред. М. Бажана. — 2-ге вид. — Київ, 1974—1985.